# مویس بامبارا
مویس بامبارا (انگلیسی: Moïse Bambara؛ زادهٔ ۱۰ نوامبر ۱۹۸۴) بازیکن فوتبال اهل بورکینافاسو است.
از باشگاه‌هایی که در آن بازی کرده است می‌توان به باشگاه فوتبال اف‌اس‌وی فرانکفورت، باشگاه فوتبال یان رگنسبورگ، و باشگاه فوتبال اینگولشتات ۰۴ اشاره کرد.
وی همچنین در تیم ملی فوتبال بورکینافاسو بازی کرده است.